# Geneva Open Challenger 2012
Il Geneva Open Challenger 2012 è stato un torneo professionistico di tennis maschile giocato sul cemento indoor. È stata la 25ª edizione del torneo, facente parte dell'ATP Challenger Tour nell'ambito dell'ATP Challenger Tour 2012. Si è giocato al Centre Sportif de la Queue d'Arve di Ginevra in Svizzera dal 29 ottobre al 4 novembre 2012.
Il torneo Challenger viene soppresso dopo l'edizione del 2014 per fare posto al Geneva Open, nuova tappa del circuito maggiore nell'ambito dell'ATP Tour 250 a partire dal 2015.

## Partecipanti ATP

### Teste di serie
| Nazionalità | Giocatore      | Ranking* | Testa di serie |
| ----------- | -------------- | -------- | -------------- |
| Germania    | Tobias Kamke   | 80       | 1              |
| Rep. Ceca   | Lukáš Rosol    | 81       | 2              |
| Slovenia    | Aljaž Bedene   | 84       | 3              |
| Germania    | Björn Phau     | 85       | 4              |
| Tunisia     | Malek Jaziri   | 89       | 5              |
| Israele     | Dudi Sela      | 95       | 6              |
| Belgio      | Olivier Rochus | 104      | 7              |
| Canada      | Vasek Pospisil | 109      | 8              |

- 1 Ranking al 22 ottobre 2012.

### Altri partecipanti
Giocatori che hanno ricevuto una wild card:
- Stéphane Bohli
- Sandro Ehrat
- Henri Laaksonen
- Alexander Rumyantsev

Giocatori che sono passati dalle qualificazioni:
- Adrien Bossel
- Grégoire Burquier
- Jonathan Eysseric
- Serhij Stachovs'kyj

## Campioni

### Singolare
- Marc Gicquel ha battuto in finale  Matthias Bachinger con il punteggio di 3–6, 6–3, 6–4

### Doppio
- Johan Brunström /  Raven Klaasen hanno battuto in finale  Philipp Marx /  Florin Mergea con il punteggio di 7–6(2), 6(5)–7, [10-5]